# Jürgen von Kamptz

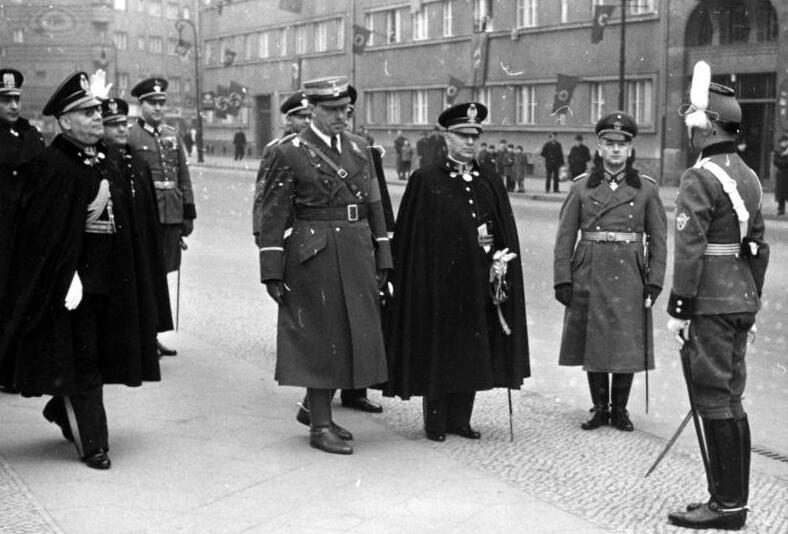
Italienische Polizeiabordnung in Berlin 1936, Parade Unter den Linden, vor dem Berliner Ehrenmal, (4.v.r.) Graf Helldorff Berlin; (2.v.r.) Kamptz, 1.v.l.: Arturo Bocchini („Excellenz Palma“)

Jürgen Christoph Albrecht Axel von Kamptz (* 11. August 1891 in Aurich; † 12. August 1954 in Roisdorf) war ein deutscher Offizier, zuletzt SS-Obergruppenführer und General der Polizei im Zweiten Weltkrieg. Er war u. a. Befehlshaber der Ordnungspolizei (BdO) im Protektorat Böhmen und Mähren, Norwegen und Italien.

## Leben

### Frühe Jahre
Kamptzs war ein Sohn des Oberverwaltungsgerichtsrats Bernhard Karl Wilhelm Florus von Kamptz (28. März 1847 – 11. April 1916) und seine Ehefrau Anna Luise Henriette Elten (9. Juli 1856 – 1. Juni 1920).
Nach dem Schulbesuch trat Kamptz am 8. Juni 1912 als Fähnrich in das Infanterie-Regiment „General-Feldmarschall Prinz Friedrich Karl von Preußen“ (8. Brandenburgisches) Nr. 64 ein. Mit diesem nahm er am Ersten Weltkrieg teil. Im Krieg wurde er fünfmal verwundet, davon zweimal schwer (Lungenschuss und Schienbeinzertrümmerung).
Mit dem Charakter als Oberleutnant wurde Kamptz Anfang 1920 aus der Armee entlassen. Er trat dann zum 1. Februar 1920 in den preußischen Polizeidienst (Schutzpolizei) ein. Am 10. Juni 1929 wechselte er zur Gendarmerie. In der Polizei wurde Kamptz dann 1923 zum Polizeihauptmann und 1929 zum Gendarmeriemajor befördert. Als Gendarmeriemajor war er bei der Regierung in Marienwerder und dann bei der Regierung in Stade beschäftigt.
Politisch gehörte Kamptz von 1929 bis 1932 der Deutschnationalen Volkspartei an.

### NS-Zeit
Noch vor der Machtübergabe an die Nationalsozialisten Anfang 1933 wurde Kamptz von Kurt Daluege, der zu dieser Zeit die Leitung der Polizeiabteilung im Preußischen Innenministerium übernahm, als Mitarbeiter herangezogen. Er war in der Folge von Ende September 1933 bis Juni 1936 im Innenministerium unter Daluege (der schließlich zum Chef der Ordnungspolizei ernannt wurde) als Referent für die Gendarmerie in leitender Funktion tätig. In dieser Stellung wurde er 1933 zum Oberstleutnant der Gendarmerie und 1934 zum Gendarmerieoberst befördert.
Der NSDAP war Kamptzs bereits zum 1. August 1932 beigetreten (Mitgliedsnummer 1.258.905).
Im Juli 1934 übernahm er im Anschluss an die als Röhm-Putsch bekannt gewordene politische Säuberungsaktion der NS-Regierung vom Sommer 1934 knapp zwei Wochen lang die kommissarische Führung der SA-Gruppe Schlesien.
Von Juni 1936 bis April 1937 bekleidete Kamptz den Posten eines Generalinspekteurs der Gendarmerie und Stadtpolizei im Hauptamt Ordnungspolizei. In dieser Stellung wurde er 1936 zum Generalmajor befördert. Anschließend amtierte er von April 1937 bis Juni 1939 als Kommandeur der Schutzpolizei in Berlin. Während dieser Zeit wurde er am 12. März 1938 wurde er mit dem Rang eines SS-Oberführers Mitglied der SS (SS-Nummer 292.714).
In der Nachkriegszeit behauptete Kamptz, dass er 1938 als eine der damaligen Führungsfigur der Polizei in der Reichshauptstadt an Plänen, einen Umsturz des herrschenden Regimes durchzuführen, beteiligt gewesen sei.
Weisungsgemäß trat er wegen der Doppelmitgliedschaft von NSDAP und Johanniterorden im Frühjahr 1938 aus der Kongregation wieder aus, er war dort seit 1924 Ehrenritter der Mecklenburgischen Genossenschaft.
| Kamptz SS- und Polizeiränge | Kamptz SS- und Polizeiränge                  |
| Datum                       | Rang                                         |
| --------------------------- | -------------------------------------------- |
| Juni 1936                   | Generalmajor der Polizei                     |
| 12. März 1938               | SS-Oberführer                                |
| 20. April 1939              | SS-Brigadeführer                             |
| Juli 1940                   | Generalleutnant der Polizei                  |
| 9. November 1940            | SS-Gruppenführer                             |
| 1. August 1944              | SS-Obergruppenführer und General der Polizei |

Noch vor Beginn des Zweiten Weltkrieges wurde er im Juni 1939 BdO im Protektorat Böhmen und Mähren mit Dienstsitz Prag, sein Nachfolger in dieser Funktion war ab Mai 1941 Otto von Oelhafen. Von Ende April 1941 bis Ende Mai 1943 war er im Hauptamt Ordnungspolizei als Generalinspektor der Gendarmerie und Schutzpolizei der Gemeinden eingesetzt und folgte in dieser Funktion Rudolf Querner nach. Von Anfang Juni 1943 bis September 1943 war Kamptz BdO im Reichskommissariat Norwegen mit Dienstsitz Oslo.
Im September 1943 wurde Kamptz nach Italien versetzt, wo er schließlich BdO Italien unter dem HSSPF Karl Wolff wurde. Kamptz unterstand als BdO Italien auch der Bandenbekämpfungsstab, der Resistenzakämpfer und politische Gefangene tötete bzw. in Konzentrationslager überstellte. Nach Absprache mit Theodor Dannecker und später Friedrich Boßhammer stellte Kamptz für die Judendeportationen aus Italien begleitende Wachmannschaften der Ordnungspolizei zur Verfügung. Anfang August 1944 wurde Kamptz zum SS-Obergruppenführer und General der Polizei ernannt. Für seine Verdienste wurde er am 7. Februar 1945 mit dem Deutschen Kreuz in Silber ausgezeichnet.

### Kriegsende, Internierung und Entnazifizierung
Am 29. April 1945 geriet Kamptz in Tirol in amerikanische Kriegsgefangenschaft. Von Rimini aus wurde er im Juni 1947 nach Island Farm Special Camp 11 überstellt. Von dort kam er am 8. September 1947 in das Internierungslager Neuengamme. Aus diesem wurde er am 9. April 1948 entlassen. Er lebte anschließend in Reisdorf bei Bonn.
Durch Urteil der 6. Spruchkammer in Bergedorf vom 5. April 1948 wurde Kamptz wegen seiner Zugehörigkeit zur SS zu 10.000 RM Geldstrafe bei Anrechnung eines Teilbetrages von 5.000 RM auf die Internierungshaft verurteilt. Auf Revision von Kamptz hin wurde dieses Urteil durch Urteil des 3. Spruchsenats des Obersten Spruchgerichtshofes in Hamm vom 7. Januar 1949 aufgehoben und der Fall zur neuen Verhandlung und Entscheidung an das Spruchgericht Bergedorf zurückverwiesen. Am Ende der Neuverhandlung verurteilte die 4. Spruchkammer des Spruchgerichts Bielefeld Kamptzs am 18. Februar 1949 wurde er wegen Zugehörigkeit zur SS zu einer Geldstrafe von 1.000 RM verurteilt. Die Strafe galt durch seine Internierungshaft als verbüßt.

## Ehe und Familie
Kamptz war seit 1918 mit Veronika Ayrer (* 4. Februar 1898) verheiratet. Aus der Ehe gingen zwei Töchter hervor: Edelgard (* 1920) und Karin (* 1923).

## Überlieferung
Im Bundesarchiv Berlin hat sich die Spruchkammerakte zu Kamptzs aus der Nachkriegszeit erhalten (Z 42-IV/6309). Diese ist vom Archiv digitalisiert worden und kann von jedermann über die invenio-Datenbank online gelesen werden. Außerdem wird in diesem Archiv die SS-Personalakte zu Kamptz verwahrt (einige Dokumente aus dieser befinden sich als Kopie in der Spruchkammerakte).